# 1953 في كولومبيا
فيما يلي قوائم الأحداث التي وقعت خلال عام 1953 في كولومبيا.

## سياسة

### تعيين في المنصب
- 13 يونيو – غوستابو روخاس بينيا رئيس كولومبيا.

### انتهاء فترة المنصب
- 13 يونيو – لوريانو غوميز رئيس كولومبيا.
- 20 يوليو – بيليساريو بيتانكور عضو مجلس النواب الكولومبي ‏.

## رياضة
- 1 يناير – الدوري الكولومبي لكرة القدم 1953 الفائز نادي ميلوناريوس.

## مواليد

### يناير
- 1 يناير – باتريسيا كاردوسو

### فبراير
- 5 فبراير – فيكتور خوليو سواريز روجاس

### سبتمبر
- 27 سبتمبر – ماريا إيما ميخيا فيليز سياسية وصحافية كولومبية.

### أكتوبر
- 28 أكتوبر – كلاي إيفانز سبّاح كندي.

### نوفمبر
- 2 نوفمبر – حزقيال ألفريدو بينتو سافيدرا
- 26 نوفمبر – رافاييل باردو رويدا سياسي كولومبي.